# 外務省 (タイ)
外務省 (がいむしょう、タイ語:กระทรวงการต่างประเทศ、タイ略称:กต.、英語：Ministry of Foreign Affairs、英略称：MFA）は、タイ王国政府の省の一つ。1875年設置。

## 概要
外務省は、タイ王国政府の外交政策を担当する省であり、内閣のメンバーである外務大臣が省の長となる。省の任務は外交政策の立案、執行、さらに世界各国との外交関係の管理維持である。

## 所在地
もともとは、バンコク　王宮東のサラーンロム宮殿（พระราชวังสราญรมย์）にあったが、1992年に部局の大部分をシーアユッタヤー通りの新庁舎に移転した。
- バンコク　ラーチャテーウィー区 トゥンパヤータイ地区 シーアユタヤ通り443　シーアユタヤ・ビルディング （อาคารถนนศรีอยุธยา เลขที่ 443 ถนนศรีอยุธยา แขวงทุ่งพญาไท เขตราชเทวี　กรุงเทพมหานคร 10400）

## 部局

### 事務
- 大臣官房
- 次官事務局

### 内部部局
- 領事局 （กรมการกงสุล）
- 儀典局 （กรมพิธีการทูต）
- ヨーロッパ局 （กรมยุโรป）
- 国際経済局 （กรมเศรษฐกิจระหว่างประเทศ）
- 条約・法律局 （กรมสนธิสัญญาและกฎหมาย）
- 広報局 （กรมสารนิเทศ）
- 国際機構局 （กรมองค์การระหว่างประเทศ）
- アセアン局 （กรมอาเซียน）
- 東アジア局 （กรมเอเชียตะวันออก）
- アメリカ・南太平洋局 （กรมอเมริกาและแปซิฟิกใต้）
- 南アジア・中東・アフリカ局（กรมเอเชียใต้ ตะวันออกกลางและแอฟริกา）
- 国際開発協力機構（TICA）